# Азербайджанська Вікіпедія
Азербайджа́нська Вікіпе́дія (азерб. Azərbaycanca Vikipediya; آزربایجانجا ویکی‌پئدییا; Азәрбајҹанҹа Википедија) — розділ Вікіпедії азербайджанською мовою. За кількістю статей азербайджанська Вікіпедія перебуває на 55-му місці серед усіх мовних розділів.
Була створена в 2002 році, але перша стаття з'явилася лише у квітні 2004 року. Розділ став самостійним у грудні з 33 статтями. 25 березня 2014 розділ досяг кількості 100 000 статей, але після перерахунку 29 березня кількість статей зменшилася.
Азербайджанська Вікіпедія має 14 порталів присвячених архітектурі, біології, хімії, історії, ісламу, географії, літературі, медицині, філософії, азербайджанському кіно, а також Грузії, Туреччині та Азербайджану.
Азербайджанська Вікіпедія станом на 26 березня 2025 року містить 202 922 статті, 307 114 зареєстрованих користувачів, 556 активних дописувачів, 13 адміністраторів
. Загальна кількість сторінок в азербайджанській Вікіпедії — 603 734, редагувань — 8 066 328, завантажених файлів — 14 878
. Глибина (рівень розвитку мовного розділу) азербайджанської Вікіпедії середня і становить 52.1 пунктів
.